# Liste des archevêques de Gniezno et primats de Pologne
Pour un article plus général, voir Archidiocèse de Gniezno.
 (novembre 2024).
Si vous disposez d'ouvrages ou d'articles de référence ou si vous connaissez des sites web de qualité traitant du thème abordé ici, merci de compléter l'article en donnant les références utiles à sa vérifiabilité et en les liant à la section « Notes et références ».

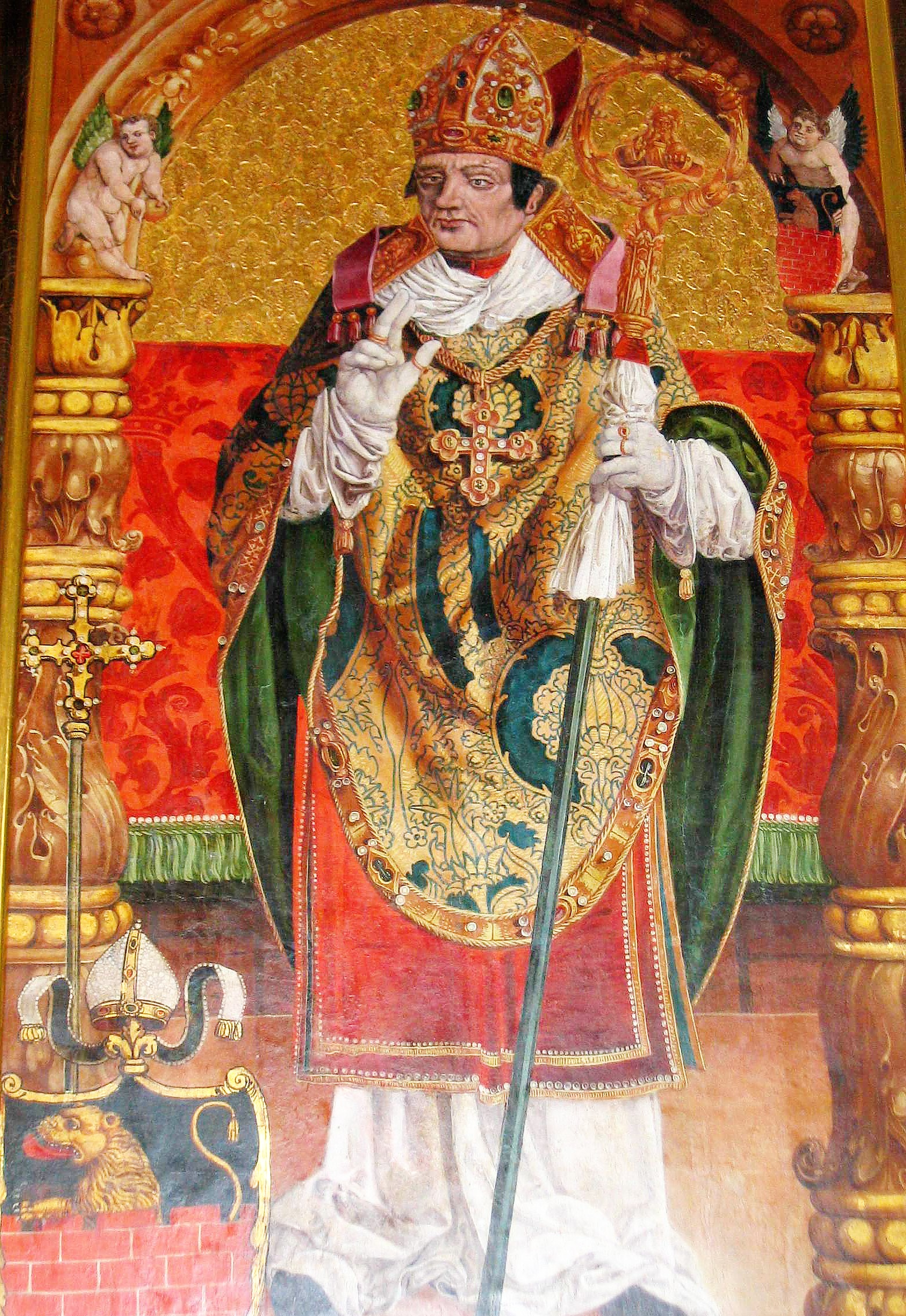
Jan Latalski

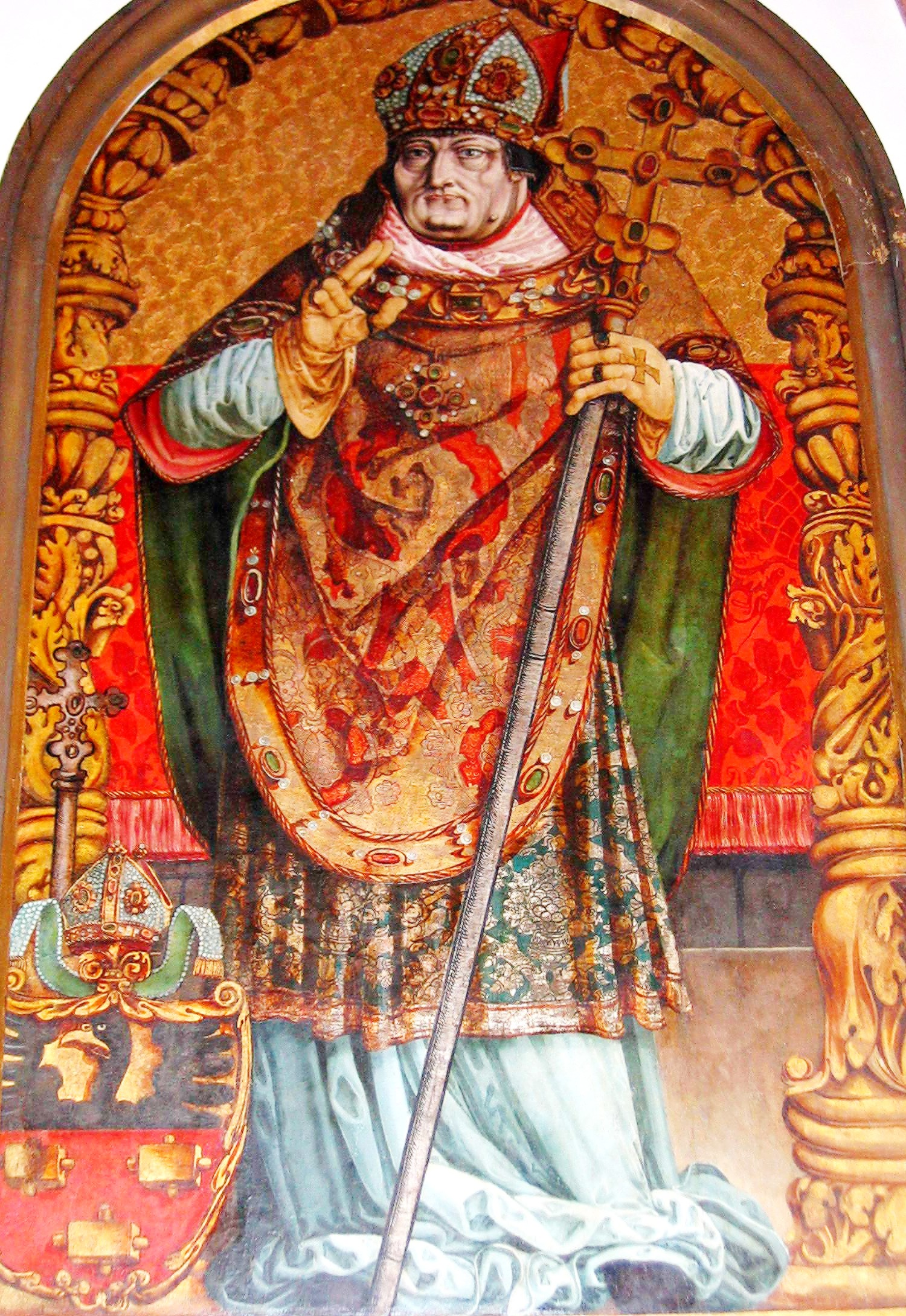
Piotr Gamrat

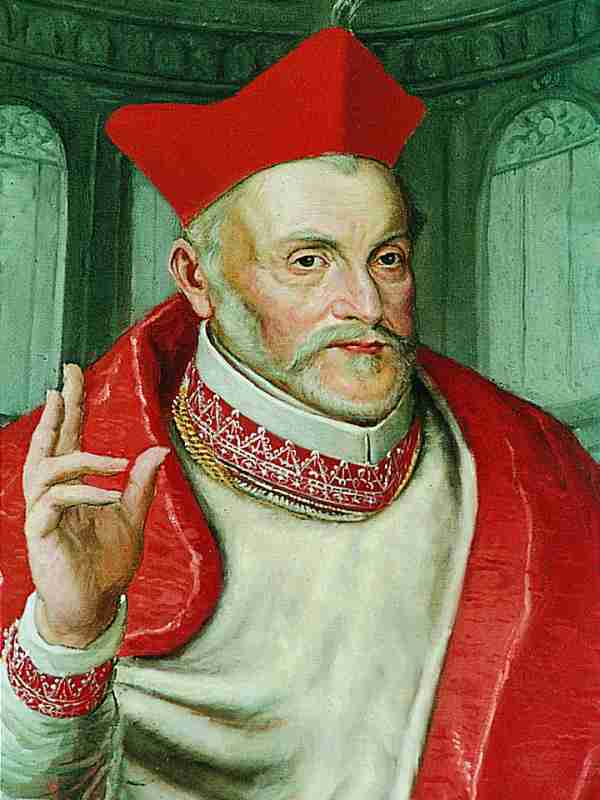
Bernard Maciejowski

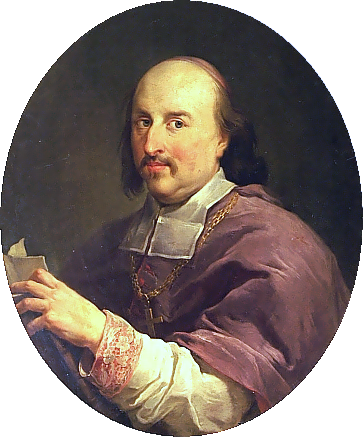
Andrzej Olszowski

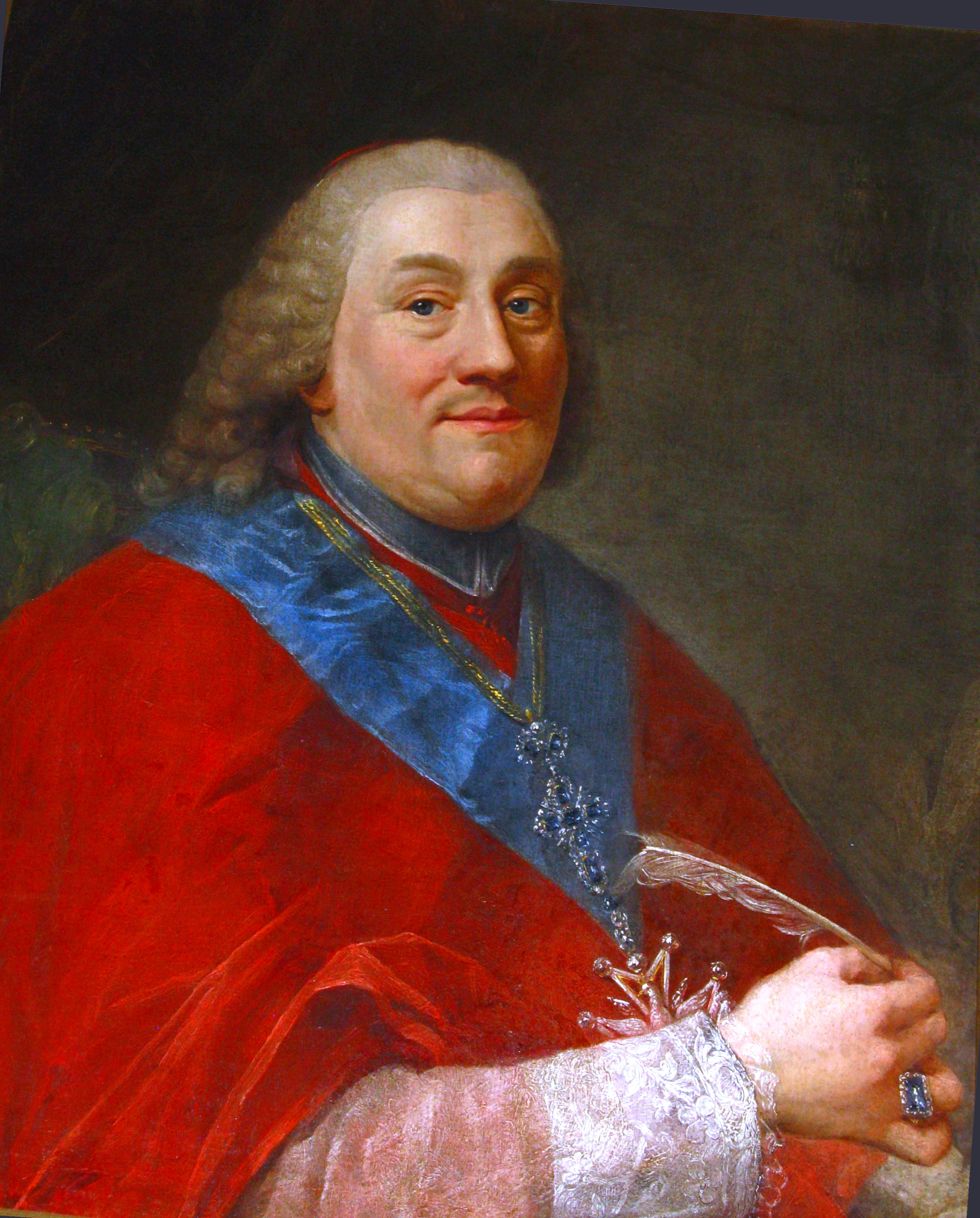
Władysław Łubieński

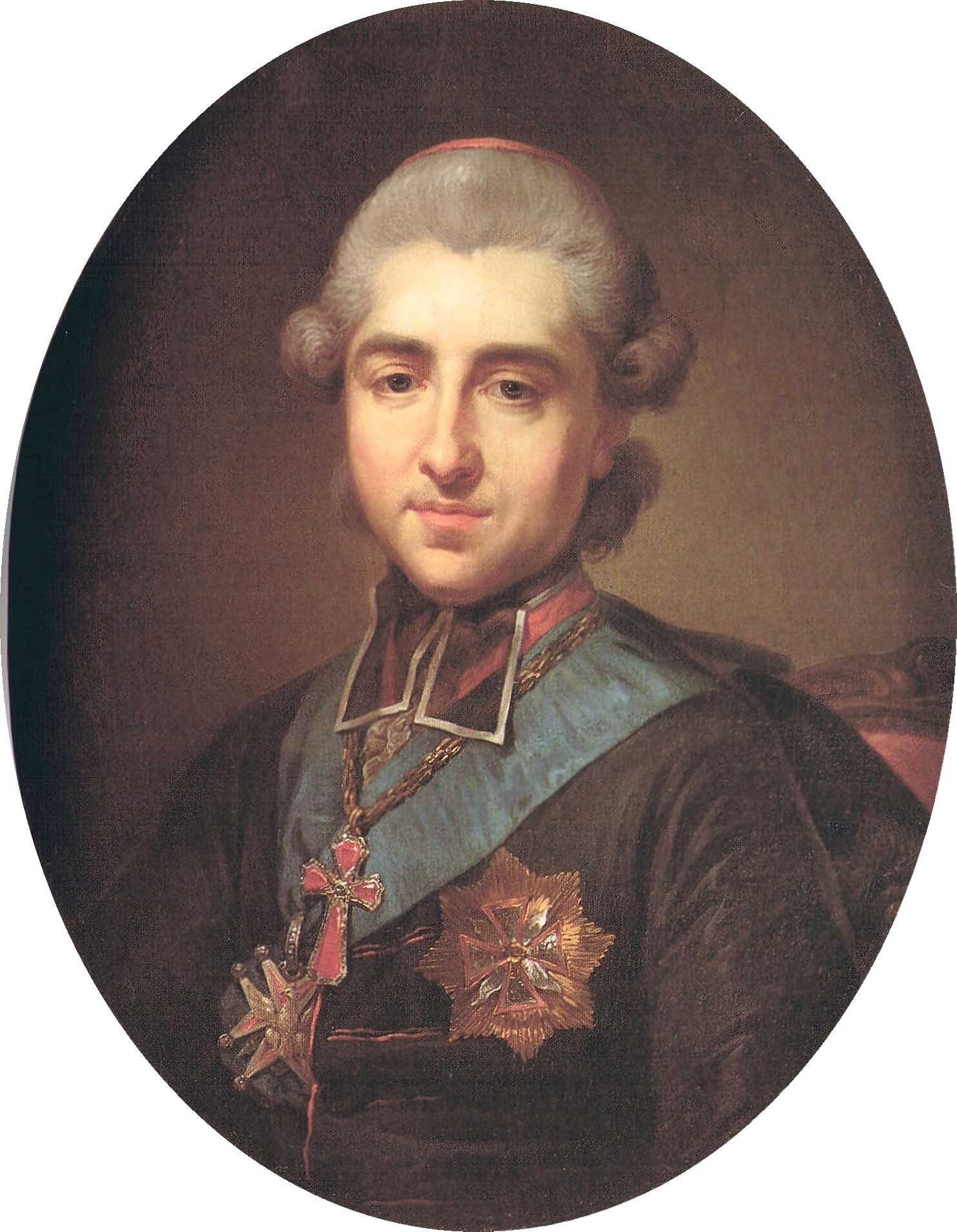
Michał Poniatowski

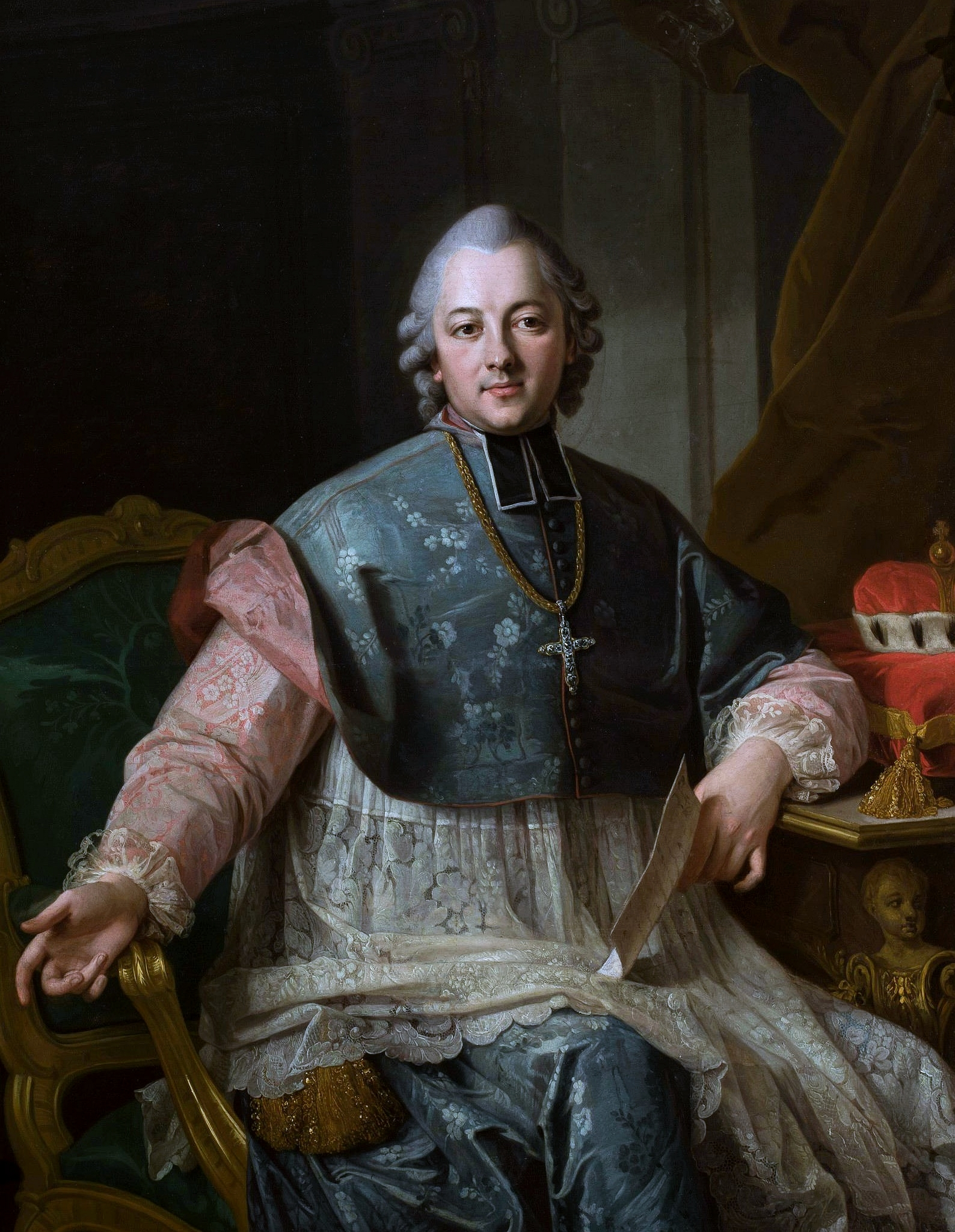
Ignacy Krasicki

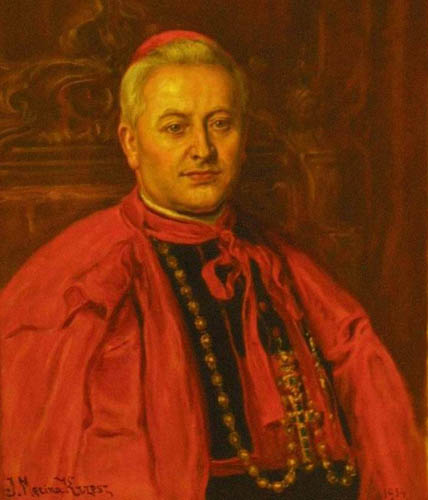
August Hlond

Les archevêques de l'archidiocèse de Gniezno sont primats de Pologne depuis 1418. Ils ont aussi servi comme interrex dans la république des Deux Nations.

## Liste des archevêques de Gniezno
- (999 – après 1000) Radzim Gaudenty
- (avant 1025? – 1027) Hipolit
- 1027 – 1028 Bossuta Stefan
- 1076? – 1092 Bogumił
- (attesté en 1100 – 1112) Marcin
- (attesté en 1136 – 1146/48) Jakub de Żnin
- (1149 – après 1167) Jan Gryfita
- (attesté 1177 – 1180) Zdzisław
- (probablement dans les années 1180s) Bogumił
- (attesté depuis 1191 – mort en septembre 1198) Piotr
- 1199 – 1219 Henryk Kietlicz
- 1219 – 1220 Iwo Odrowąż
- 1220 – 1232 Wincenty Niałek
- 1232 – 1258 Pełka Lis
- 1258 – 1271 Janusz
- 1271 – 1278 vacant
- 1278 Martin d'Opava
- 1278 – 1283 vacant
- 1283 – 1314 Jakub Świnka
- 1314 – 1316 vacant
- 1316 – 1317 Borzysław
- 1317 – 1341 Janisław
- 1342 – 1374 Jarosław de Bogoria et Skotnik
- 1374 – 1382 Janusz Suchywilk
- 1382 – 1388 Bodzęta de Kosowic (en)
- 1389 – 1394 Jean Kropidło
- 1394 – 1401 Dobrogost de Nowy Dwór
- 1402 – 1411 Mikołaj Kurowski

## Liste des archevêques de Gniezno et primats de Pologne
- 1412 – 1422 Mikołaj Trąba (premier primat de Pologne à partir de 1418)
- 1423 – 1436 Wojciech Jastrzębiec
- 1437 – 1448 Wincenty Kot de Dębno
- 1449 – 1453 Władysław Oporowski
- 1453 – 1464 Jan de Szprewa
- 1464 – 1473 Jan Gruszczyński (pl)
- 1473 – 1480 Jakub Siemieński
- 1481 – 1493 Zbigniew Oleśnicki
- 1493 – 1503 Fryderyk Jagiellończyk
- 1503 – 1510 Andrzej Boryszewski (en)
- 1510 – 1531 Jan Łaski
- 1531 – 1535 Maciej Drzewicki
- 1535 – 1537 Andrzej Krzycki
- 1537 – 1540 Jan V Latalski (pl)
- 1541 – 1545 Piotr Gamrat
- 1546 – 1559 Mikołaj Dzierzgowski
- 1559 – 1562 Jerzy Przerębski
- 1562 – 1581 Jakub Uchański (pl)
- 1581 – 1603 Stanisław Karnkowski
- 1604 – 1605 Jan Tarnowski
- 1606 – 1608 Bernard Maciejowski
- 1608 – 1615 Wojciech Baranowski
- 1616 – 1624 Wawrzyniec Gembicki
- 1624 – 1626 Henryk Firlej
- 1627 – 1638 Jan Wężyk
- 1638 – 1641 Jan Lipski (pl)
- 1641 – 1652 Maciej Łubieński
- 1653 – 1658 Andrzej Leszczyński
- 1659 – 1666 Wacław Leszczyński
- 1666 – 1673 Mikołaj Prażmowski
- 1673 – 1674 Kazimierz Florian Czartoryski
- 1674 – 1677 Andrzej Olszowski
- 1677 – 1679 vacant
- 1679 – 1685 Jan Stefan Wydźga
- 1685 – 1688 vacant
- 1688 – 1705 Augustyn Michał Stefan Radziejowski
- 1706 – 1721 Stanisław Szembek
- 1721 – 1723 vacant
- 1723 – 1738 Teodor Andrzej Potocki
- 1739 – 1748 Krzysztof Antoni Szembek
- 1749 – 1759 Adam Ignacy Komorowski
- 1759 – 1767 Władysław Aleksander Łubieński
- 1767 – 1777 Gabriel Podoski
- 1777 – 1784 Antoni Kazimierz Ostrowski
- 1785 – 1794 Michał Jerzy Poniatowski
- 1795 – 1801 Ignacy Krasicki
- 1801 – 1806 vacant
- 1806 – 1818 Ignacy Raczyński
- 1818 – 1821 vacant
- 1821 – 1825 Tymoteusz Paweł Gorzeński
- 1825 – 1828 vacant
- 1828 – 1829 Teofil Cyprian Wolicki
- 1829 – 1831 vacant
- 1831 – 1842 Marcin Sulgustowski–Dunin
- 1842 – 1845 vacant
- 1845 – 1865 Leon Michał Przyłuski
- 1866 – 1886 Mieczysław Halka Ledóchowski
- 1886 – 1890 Juliusz Józef Dinder
- 1891 – 1906 Florian Stablewski
- 1906 – 1914 vacant
- 1914 – 1915 Edward Likowski (pl)

| Portrait | Armoiries | Épiscopat   | Titulaire          | Notes                                                                                        |
| -------- | --------- | ----------- | ------------------ | -------------------------------------------------------------------------------------------- |
|          |           | 1915 à 1926 | Edmund Dalbor      |                                                                                              |
|          |           | 1926 à 1948 | August Józef Hlond | également archevêque de Varsovie, il est déclaré vénérable par le pape François en mai 2018. |
|          |           | 1948 à 1981 | Stefan Wyszyński   | également archevêque de Varsovie                                                             |
|          |           | 1981 à 1992 | Józef Glemp        | Primat de Pologne jusqu'au 18 décembre 2009                                                  |
|          |           | 1992 à 2010 | Henryk Muszyński   | Primat de Pologne à partir du 18 décembre 2009                                               |
|          |           | 2010 à 2014 | Józef Kowalczyk    |                                                                                              |
|          |           | depuis 2014 | Wojciech Polak     |                                                                                              |